# Saint-Marc-le-Blanc

Saint-Marc-le-Blanc este o comună în departamentul Ille-et-Vilaine, Franța. În 1 ianuarie 2018 avea o populație de 1.382 de locuitori.